# 纺锤毛茛
纺锤毛茛（学名：Ranunculus limprichtii）为毛茛科毛茛属下的一个种。

## 扩展阅读
- 維基物種上的相關：纺锤毛茛